# ブライアン (コーンウォール伯)

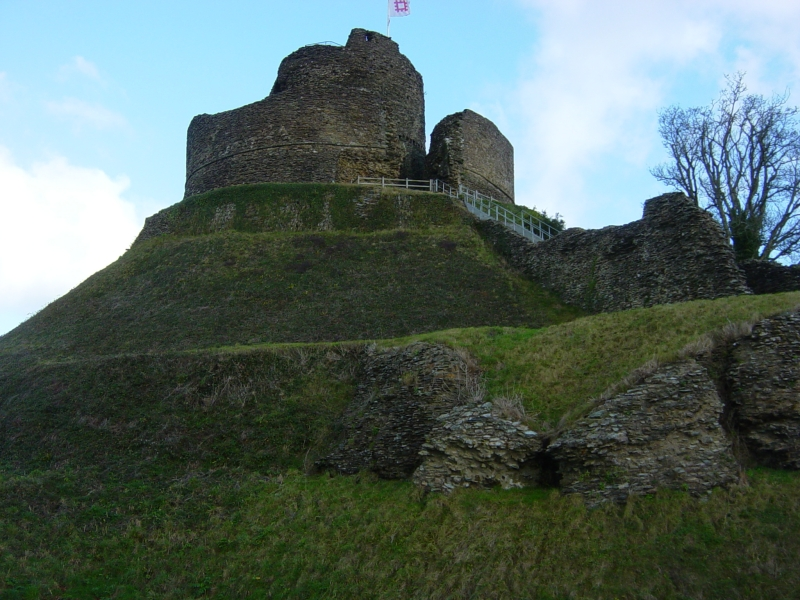
ローンセストン城にのこるモットの跡地

ブライアン・オブ・ブルターニュ (Brian of Brittany)(1042年ごろ - 1086年以前の2月14日) とは、イングランド王ウィリアム1世に仕えたブルターニュ人貴族である。彼はイングランド王国南西部における有力諸侯であり、ノルマンコンクエスト後に任命された最初のコーンウォール伯である。
ブライアンは1042年ごろにパンティエーヴル伯オドの息子として誕生した。ブライアンは兄弟のアラン黒卿(en:Alan the Black)・赤顔のアラン(en:Alan the Red)と共に、1069年に行われたノルマンコンクエストに参加した
ヘイスティングズの戦いの後、戦死したイングランド王ハロルド・ゴドウィンソンの息子たち(ゴドウィンとエドマンド)はアイルランドの都市レンスターに逃亡し、その地の支配者であるディルミット王(en:Diarmait mac Máel na mBó)の支援を得た。1068－1069年、ディルミット王はゴドウィン・エドマンド兄弟にダブリン艦隊を貸与し、兄弟はその艦隊を率いてイングランド侵攻を試みたという。そして1069年夏(おそらく6月26日)、ブライアンはデヴォンに上陸したゴドウィン・エドマンド兄弟に軍勢を迎撃すべく兵を率いて当地域に進軍し、ノーサムの戦いで兄弟らの軍勢を打ち破った。その後、同年中にブライアンはウィリアム・フィッツ・オズバーンと共にシュルーズベリー・エクセター地域に派遣された。両地域が反乱軍に包囲されていたためである。しかし、ブライアンとウィリアムは到着が遅すぎたことでシュルーズベリーの包囲を解けなかった。一方エクセターでは、エクセター守備隊が反乱包囲軍に対して果敢に反撃し、撤退していた反乱軍を道中で発見したブライアンらが撤退中の反乱軍に攻勢をかけたことで多数の反乱軍を討ち取ることに成功した。
ハロルド王の息子たちを打ち破ったのち、ブライアン軍はアングロサクソン人地主のエアドリック(en:Eadric the Wild)の反乱を鎮圧すべく、ウィリアム征服王の軍勢が西方に向けて進軍する中で自身は北進し、その後ウィリアム王軍と合流したうえでスタッフォードで反乱軍を撃破した。
ブライアンはサフォーク・コーンウォールの両地域に領地を授けられたが、彼は1140年までコーンウォール伯と称されることはなかった。これはのちにイングランド王スティーヴンから同様の称号を与えられたアラン黒伯が自身の正当性を主張するためにブライアンにその称号を付与したことが始まりであるとされる。ブライアンはローンセストン城の建築に携わったとも伝わっている。
ブライアンは1069年の戦闘の後、すぐにイングランドを離れたか、または1075年にブルターニュ人貴族ラルフ・ド・ゲールが引き起こした伯爵の反乱に参加したと考えられている。どちらにせよ、ブライアンの領地はウィリアム征服王によってモルタン伯ロベールに与えられた。この処置とラルフの追放処罰によってウィリアム王はイングランド内のブルターニュ人貴族の怒りを勝ったため、ウィリアムはイースト・アングリアに与えられていたラルフ・ド・ゲールの領土をブライアンの兄弟アランに授与することでブルターニュ人たちの宥和に務めた。
ブライアンはブルターニュ、もしくはブルターニュ近郊で半病人として妻と共に余生を過ごしたとされる。しかし、完全貴族要覧には「ブライアンはノルマン人と共に南イタリア遠征に参加した。」と記されており、19世紀のイギリス人歴史家エドワード・オーギュスト・フリーマンはブライアンはテッサリア地方の都市カストリアをボエモン公に代わり1083年まで領有していたと主張しており、アンナ・コムネナの著作アレクシアスの第5-6巻に「ブリュニウス」として名を記されている者と同一人物であるという見方を示している。1084年には彼の兄であるジョフロワ・ボテレールがブルターニュで発布した勅許状に名を記しており、同年にはアンジュー伯国のソミュール地域に立つサン＝フロラン修道院に寄進を行っている。ブライアンはその後、1086年以前に亡くなった。